# وینچنزو بیانکینی

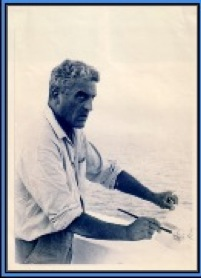
Vincenzo Bianchini Schenardi

وینچنزو بیانکینی (ایتالیایی: Vincenzo Bianchini)، (زاده ۱۹۰۳ ویتربو، ایتالیا - درگذشته ۲۰۰۰ ژنو، سوئیس) پزشک شاعر، مجسمه‌ساز و نقاش ایتالیایی

## پزشک سیّار و بی‌قرار
بیانکینی به دلیل دگرگونی‌ها و نوزایی‌های ذهنی و قلبی، فرهنگ‌ها و آیین‌های شرقی جهان را پسندید. از بیشتر شهرها و کشورهای مشرق زمین عبور کرد و با قبول مأموریت در پروژه کمک‌های دولت ایتالیا به ایران، ایران را برای سکونت و خدمت انتخاب کرد.
بیانکینی، در شهرها و روستاهای دورافتاده و محروم ایران سیر و سیاحت می‌کرد و به بیماران دوا و آرامش می‌داد.

## نقاش، شاعر و مجسمه‌ساز

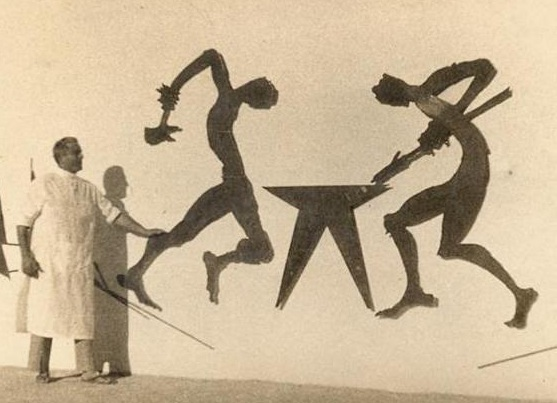
Vincenzo Bianchini in Algeria 1965

بیانکینی در حاشیه مداوای بیماران علاقه اش به حرفه پزشکی سیار، شیفته نقاشی و عکاسی نیز بود و در همه سفرهایش، دوربین عکاسی و کاغذ و قلم و رنگ، از ملزومات و لوازم گشت و گذارهای علمی و حرفه ایش بود تا بر سپیدی بومش، هر کجا که اقتضا کرد و مناسب بود، سیمای روستاییان، گونه گونی پوشش‌های محلی و سنتی، جلوه‌های زنان چادر به سر و بچه به بغل را، ثبت کند.
مؤسسه فرهنگی ایتالیا در تهران نمایشگاهی برایش ترتیب داد و آثار گونه گونی در زمینه طراحی، نقاشی، آبرنگ و رنگ روغن، از او به نمایش گذاشت. دو تابلو به نام اسب و خروس از بیانکینی منتشر شد که تحولی در طراحی ایرانی را سبب شد. او شعر می‌سرود و مجسمه هم می‌ساخت.

## دوستی با جلال آل احمد
بیانکینی با جلال آل‌احمد دوست بود و آل‌احمد در کتاب «ارزیابی شتابزده» توصیف او را از زبان خودش نگاشته‌است.
ضمن آن که معتقد است آنچه بیانکینی انجام داده و آنچه را که از ایران در کارهای خود به اروپایی‌ها شناسانده، دوبرابر تمام تلاش‌هایی است که وابستگی‌های فرهنگی و هنری ما در سراسر اروپا کرده‌اند.

## گرایش به اسلام

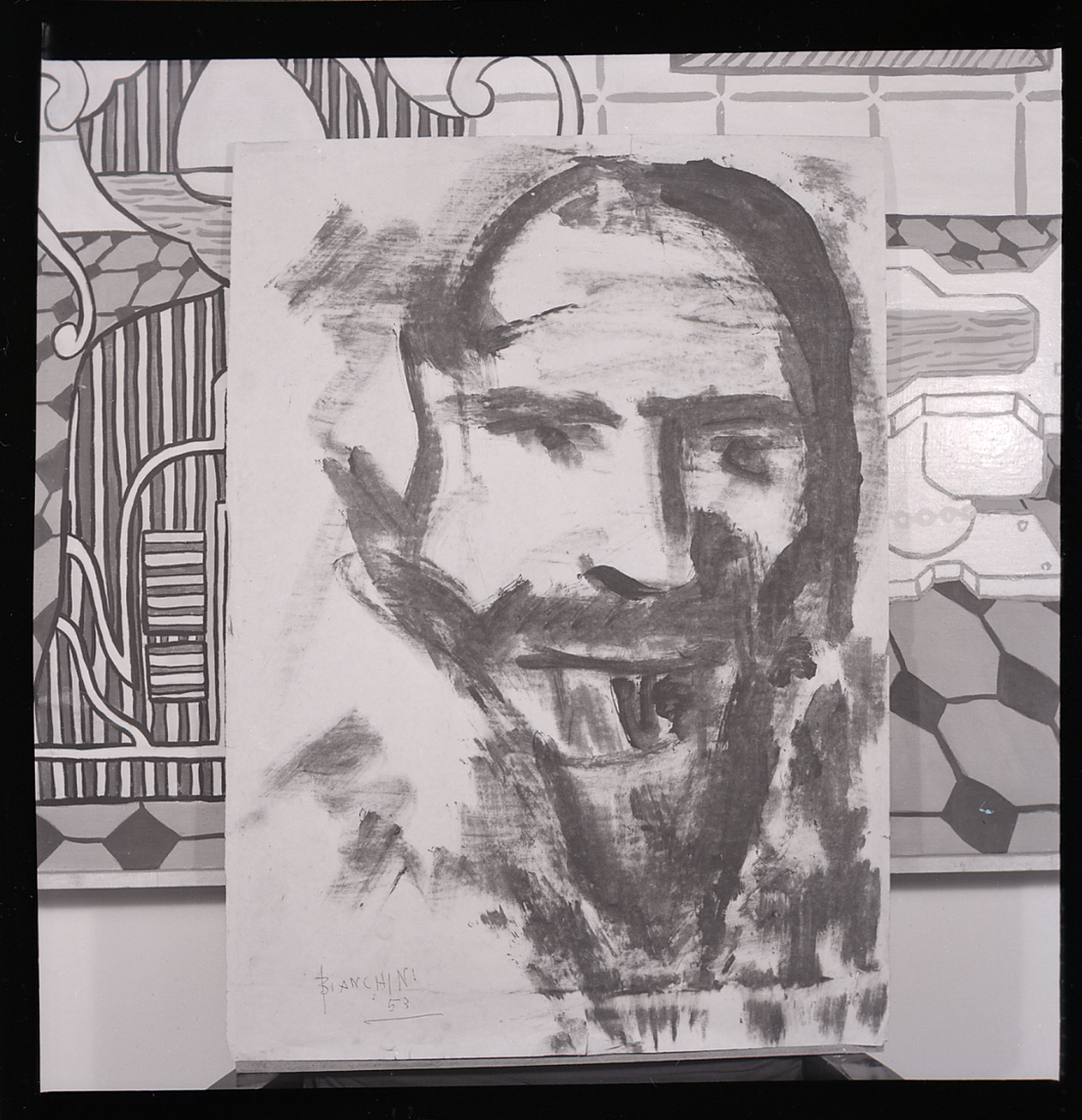
Paolo Monti - Servizio fotografico - BEIC 6342548

بیانکینی، در اوایل سال ۱۳۲۹ه‍. ش، برای خدمت رسانی در حوزه بهداری روستایی چناران و قریه گناباد به استخدام آستان قدس رضوی درآمد و احتمالاً اولین پزشک مسیحی بود که در این مجموعه مسلمان شد.
آبان ماه سال ۱۳۲۹، روزنامه‌های آزادی، خراسان، ستاره ملت و طوس، خبر گرایش به اسلام بیانکینی گزارش کردند. بنا بر گزارش روزنامه طوس، این اتفاق روز چهارشنبه ۱۰ آبان ۱۳۲۹ در منزل فقیه سبزواری، افتاده‌است و نامش را «ابوالفتح رضا» انتخاب کرده‌است.
بیانکینی کشاورزان املاک آستان قدس را مداوا می‌کرده‌است.

## ویژگی‌های روحی و فکری
بیانکینی به اعتراف خودش، از اروپا بیزار بوده‌است و دلیلش را دوبار تا پنجاه سالگی خود، به خاک و خون کشیده شدن دنیا توسط اروپا می‌داند و به همین جهت، ایرانیان و ایرانِ طالب صلح و آرامش را می‌پسندید. بیانکینی در طول اقامتش در ایران، یک ایرانی تمام عیار شده بود. ساده حرف می‌زد و ساده می‌پوشید. مایل نبود به هر شیوه ای ، تشخص طلبی کند. تنهایی و آرامش را باور کرده بود و در پی انزوا و تهیدستی از تعلقات دنیای مادی بود و با این زمینه‌های روحی و فکری؛ و ویژگی‌های عرفانی، ایران را انتخاب کرده بود و فارسی می‌اندیشید. بیانکینی به اندازه ای غرق در ایران و فرهنگ و زبانش شده بود که فارسی را به راحتی و زیبایی حرف می‌زد.
او سرانجام، به اشتباه دارویی را به چشمان بیمارخود ریخت و نابینا شد و با همان چشمان نابینا، برای همیشه ایران را با همسر ایرانی و فرزندانش ترک کرد.

## درگذشت
بیانکینی در سال‌های آخر عمر، در ژنو، که برای سکونت انتخاب کرده بود، سکته کرد و پس از سکته، بینایی خودرا بازیافت و سال ۲۰۰۰ میلادی، درگذشت.

## آبسار شیطان؛ زندگی‌نامه بیانکینی
وینچنزو بیانکینی، زندگی‌نامه اش را با عنوان " آبسار شیطان " به رشته تحریر درآورده که توسط ایرج انور به فارسی ترجمه شده‌است.